# Cocker spaniel anglais
Pour les articles homonymes, voir Cocker spaniel.
 (octobre 2009).
Si vous disposez d'ouvrages ou d'articles de référence ou si vous connaissez des sites web de qualité traitant du thème abordé ici, merci de compléter l'article en donnant les références utiles à sa vérifiabilité et en les liant à la section « Notes et références ».
Le cocker spaniel anglais (English Cocker Spaniel) ou cocker anglais est une race de chiens classée, selon la Société centrale canine, dans le groupe huit des retrievers, chiens leveurs de gibier et chiens d'eau.
Chien de chasse à la bécasse par excellence, il est également utilisé comme chien de compagnie mais nécessite un espace pour courir et des promenades quotidiennes afin de satisfaire son besoin instinctif de fureter. 

## Histoire
Au XVIIIe siècle, le « cocker spaniel » est sélectionné en Angleterre pour chasser la bécasse, ce qui est à l'origine du terme cocker (bécasse se traduisant « woodcock » en anglais). Le terme de cocker spaniel apparaît dans les années 1850 et la race est standardisée et reconnue en 1892 par le The Kennel Club. L'introduction de la race en France est attribuée à Paul Gaillard ; dès 1898, le Spaniel club français est fondé, il s'agit du plus vieux club de race en France. Le standard est fixé en 1901.
Très populaire dans les années 1970, le cocker a été victime de cet engouement : certains éleveurs, recherchant plus la rentabilité que la sauvegarde de la race, encouragèrent les unions consanguines. De plus, les chiots, qui étaient séparés de leur mère dès l'âge de quatre semaines, furent dans l'impossibilité de traverser les phases d'imprégnation et de socialisation, si importantes pour leur future vie sociale. Des animaux malades, tant sur le plan physique que sur le plan psychique, inondèrent le marché. Certains sujets se révélèrent rapidement agressifs. Les chiens à robes golden (ou rouge) furent particulièrement frappées par cette mode. Même si le marché s'est assaini depuis quelques années[Quand ?], permettant au cocker de retrouver toutes les qualités originelles de sa race et de séduire un nouveau public, de nombreux éleveurs estiment qu'il est encore prématuré de relancer l'élevage du « rouge », les lignées subsistantes étant encore porteuses de tares héréditaires et sujettes à des problèmes d'agressivité.

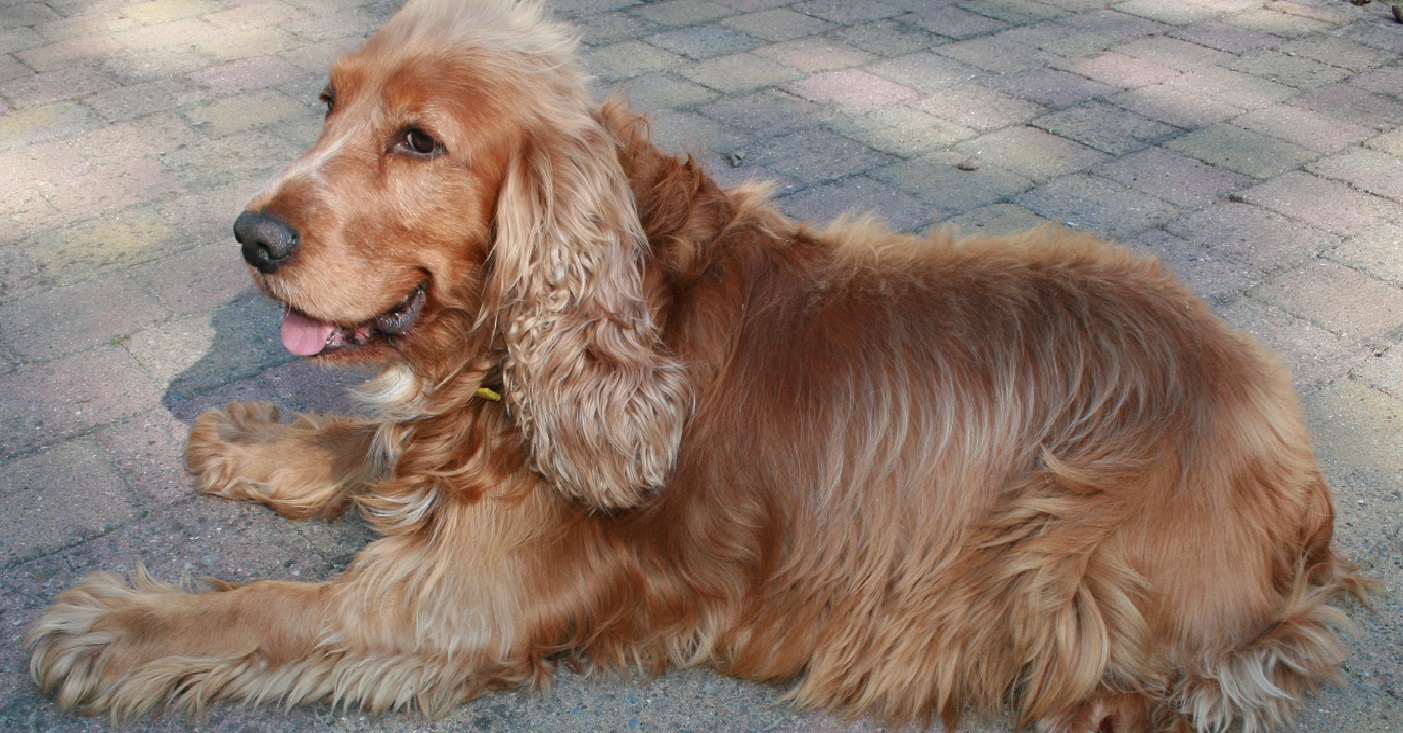
Cocker anglais de couleur feu

## Description

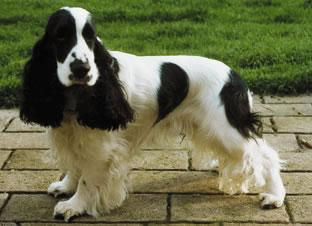
Le cocker spaniel anglais est un chien compact et musclé.

### Chien de chasse
C'est un chien compact et musclé. Chien de chasse broussailleur, il a besoin de pouvoir se retourner vite et n'a pas peur des ronces. Son comportement est « grouillant », il furète sans cesse et, lorsqu'il débusque une proie, ne la lâche pas. Son rôle est de la lever (à distance de tir) et de la rapporter. Cela nécessite un apprentissage dès son plus jeune âge, mais d'instinct il saura débusquer et affronter les bois, les ronciers les plus épais, les haies et les marais.

### Chien de compagnie

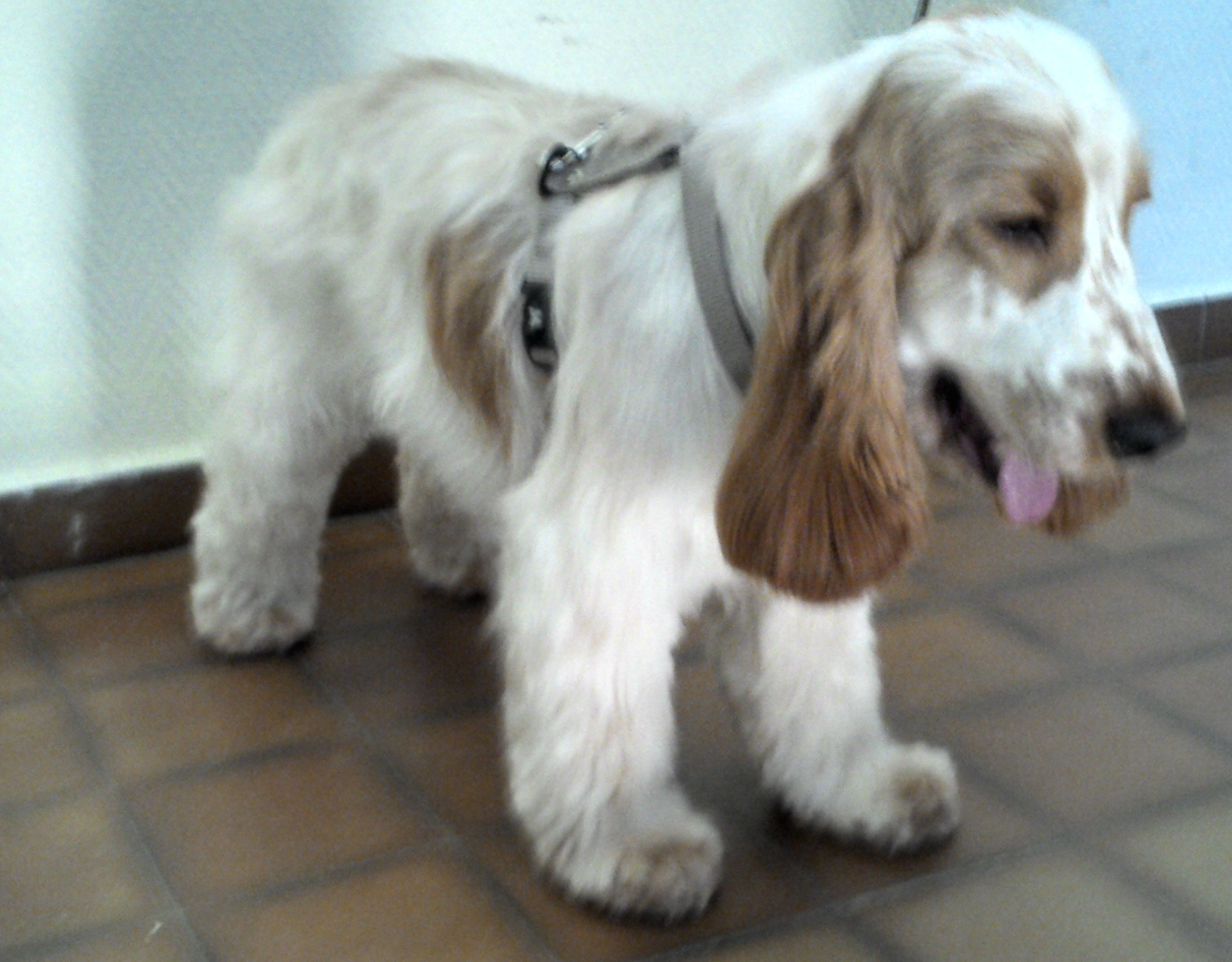
Cocker anglais orange et blanc rouanné.

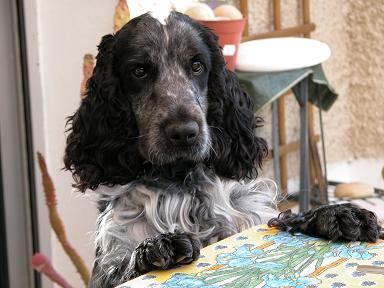
Cocker anglais bleu.

Il est tout à fait possible d'avoir un cocker comme chien de compagnie à condition de le laisser courir tous les jours, ou de le promener. C'est un chien aimant le confort et il sait se faire oublier. En intérieur, il est calme et discret. Cependant, c'est un chien très énergique et son besoin de se dépenser est grand. À condition d'avoir été entraîné, il peut être un excellent compagnon de course à pied pour son maître.
Un peu pot de colle, il ne supporte pas la solitude. Il faut donc l'habituer dès son plus jeune âge à rester seul par un apprentissage en douceur.
C'est un chien qui doit être dénué d'agressivité. Aussi, il convient de prendre son éducation en main très tôt. Il a besoin de maîtres constants, clairs dans leurs ordres, autoritaires mais sans agressivité ni rapport de force. Le cocker spaniel anglais est très joueur, malin, gentil et affectueux.

#### Caractère
Comme son cousin le cocker américain, le cocker spaniel anglais est très joueur, malin et affectueux mais peut faire aussi preuve de beaucoup de caractère. Il est toutefois moins docile que l'américain.
Ce chien, à caractère plutôt calme, peut se révéler têtu. Étant un chien de chasse, il aime l'eau. Il aime le bon air frais (des forêts par exemple) et il aime courir dans des vastes espaces. Gai, enjoué et espiègle, c'est un charmant compagnon, doux et affectueux.
Le cocker se caractérise par sa gourmandise, capable d’avaler tout et n'importe quoi, il faut faire attention à son comportement alimentaire, son alimentation, et le sortir tous les jours.

#### Espérance de vie
Le cocker vit jusqu'à 14 ans mais peut très rarement atteindre les 20 ans.

### Entretien
- Poil :

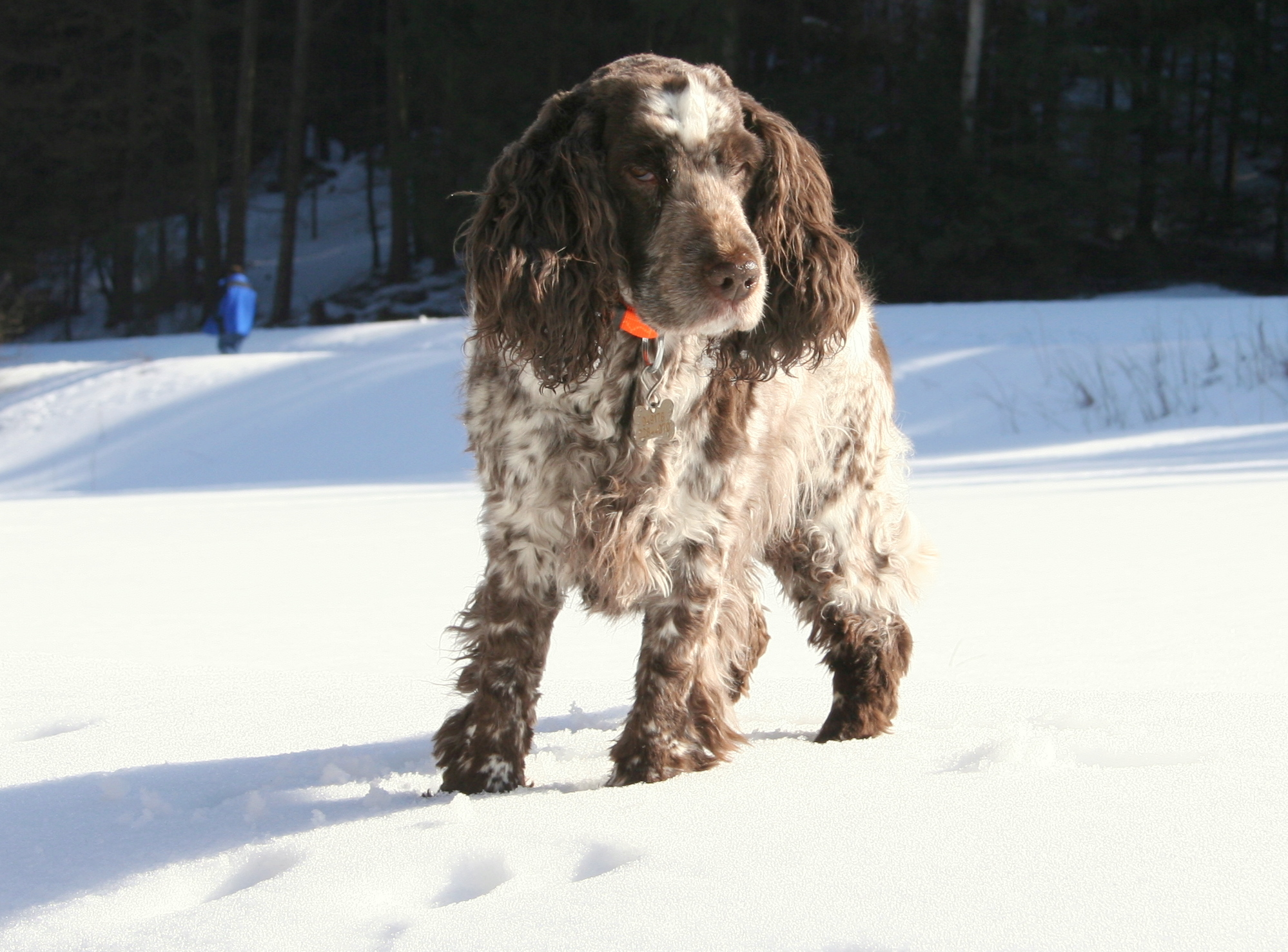
Cocker anglais marron et blanc.

C'est un chien à poils longs et qui nécessite donc un entretien quotidien. Lors des longues promenades quotidiennes, ses longues franges ramassent les feuilles, la terre, la boue, les épines etc. Pour éviter que son poil ne fasse des bourres, il faut impérativement le brosser après chaque sortie.
Certains cockers sont des habitués des toiletteurs. Mais attention le toilettage du cocker est particulier. Le poil ne doit jamais être tondu au risque de se retrouver avec un poil frisé lors de la repousse.
- Oreilles :

Le cocker présente de grandes et longues oreilles qui peuvent subir bon nombre d'infections si elles sont mal entretenues. Pour l'éviter, il faut les nettoyer avec un produit spécialisé environ une fois par semaine, les alléger en coupant un peu de poils sur le tiers supérieur et tondre à l'intérieur.
- Yeux :

Les paupières du cocker anglais ont tendance à tomber et donc à moins bien protéger ses yeux. Une application une fois par jour de sérum physiologique permet de prévenir toute infection.

### Couleur
Pour un article plus général, voir Robe (chien).
Il existe plusieurs couleurs : 

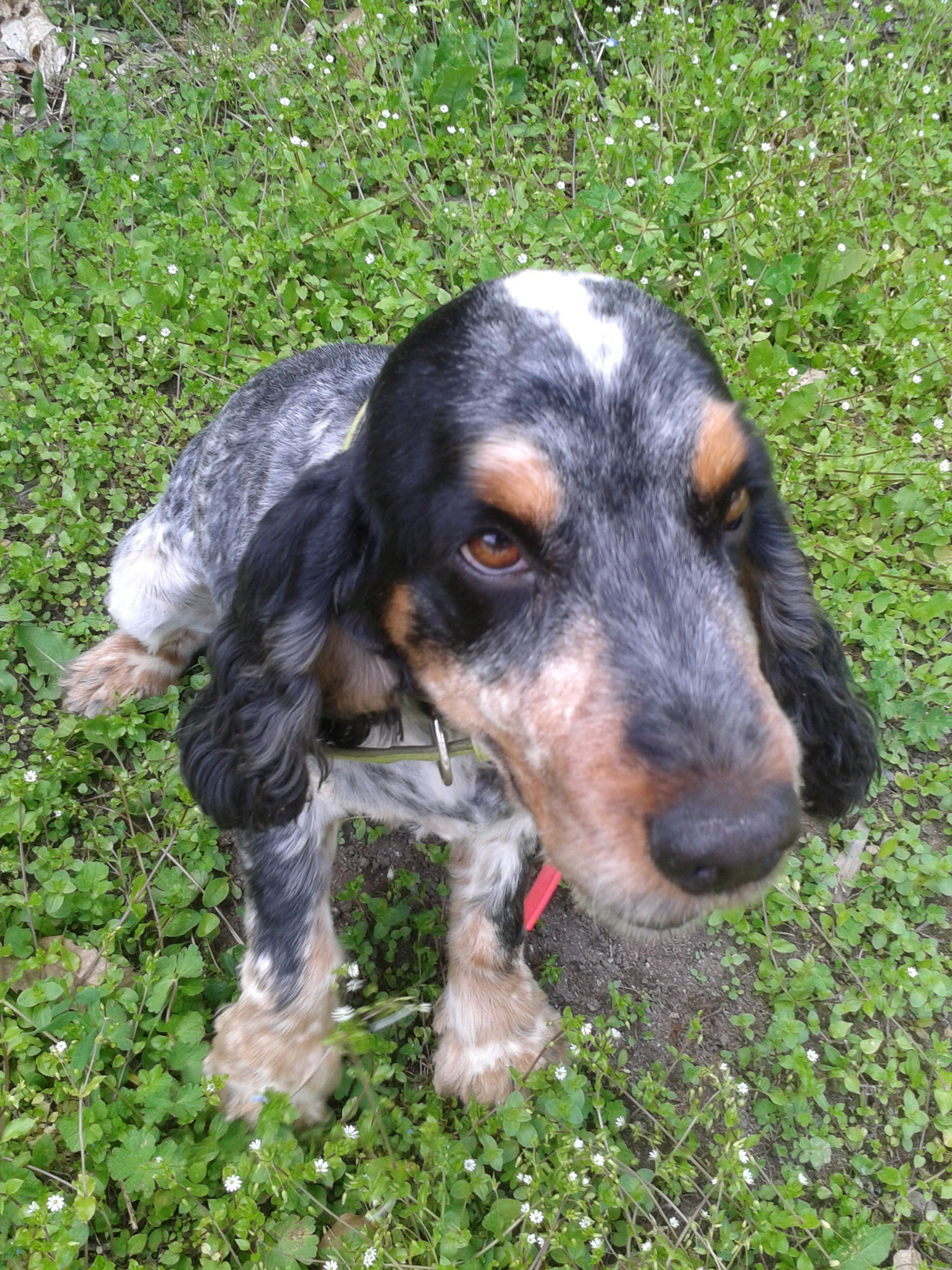
Cocker anglais, couleur: tricolore.

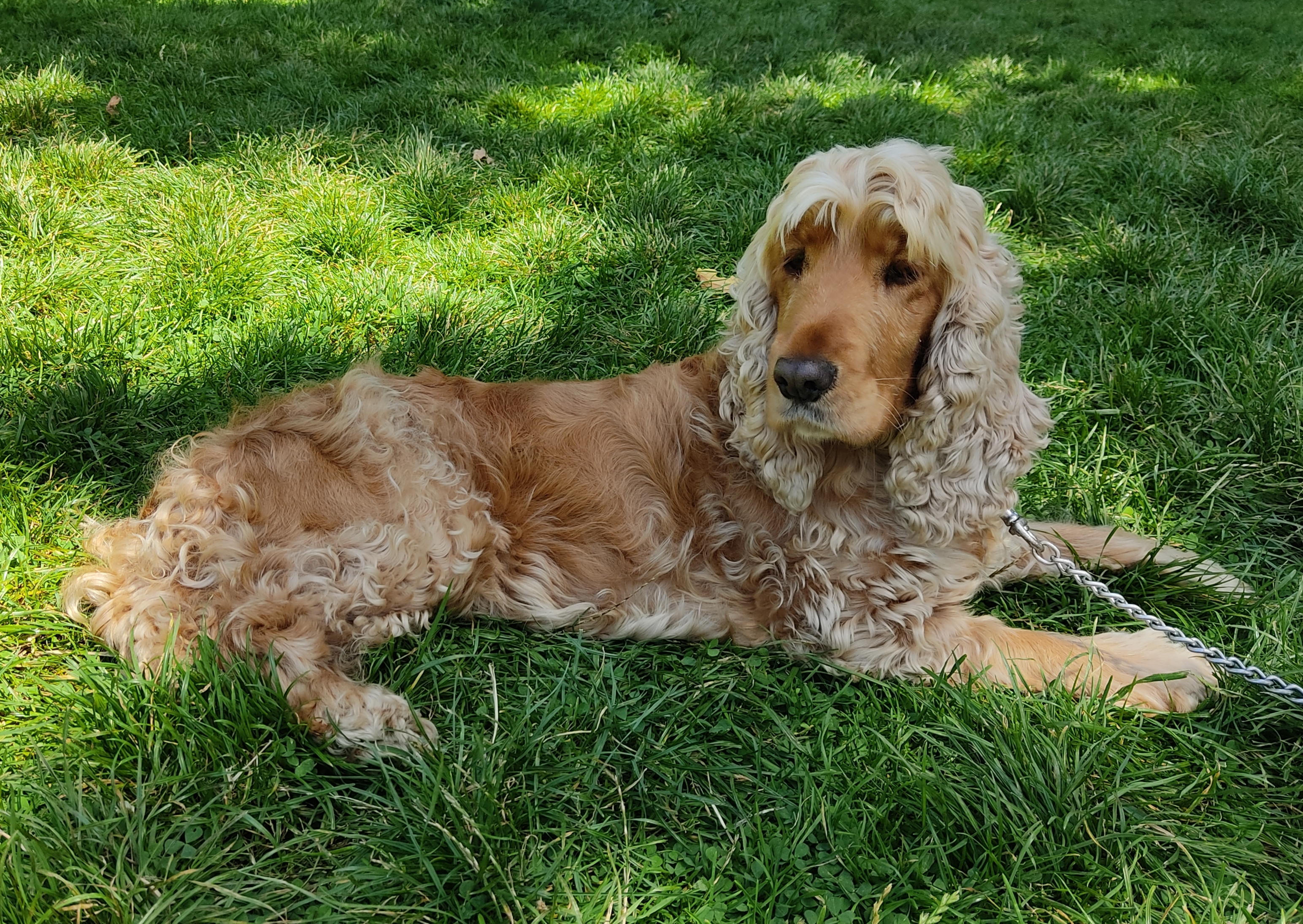
Cocker anglais unicolore fauve.

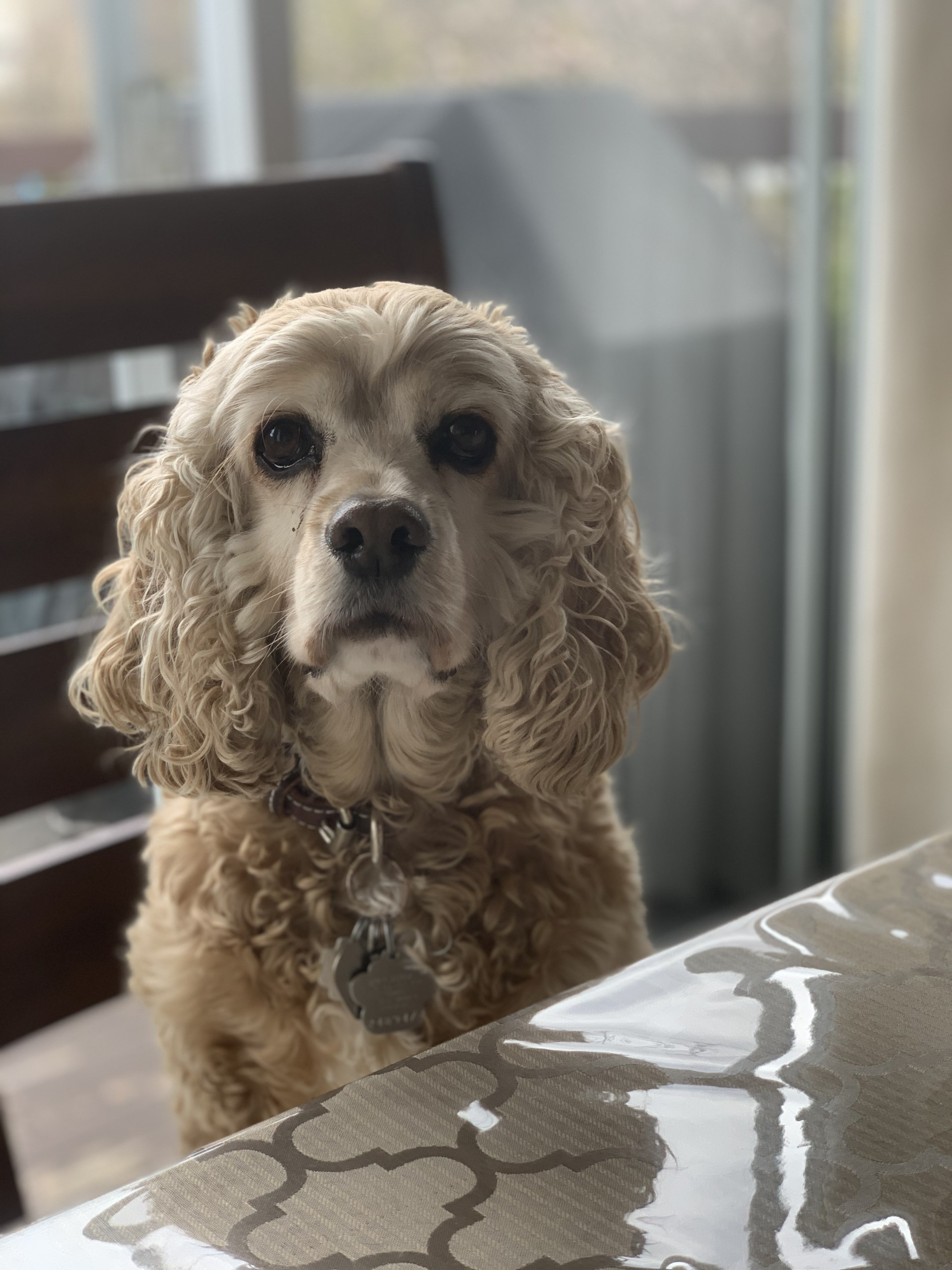
Cocker Anglais de couleur blanc et doré en ayant le poil frisé.

- Unicolores : chocolat, fauve, noir. Les chocolats et feu ainsi que les noirs et feu sont considérés comme des unicolores (= qui ne comportent pas de blanc). Est aussi unicolore (bien que riche en couleurs), la couleur zibeline (en allemand «  zobel », en anglais « sable ») apparue depuis les années 1980. Mais elle n'est pas autorisée dans le LOF.
- Bicolores noir et blanc, orange et blanc, chocolat et blanc, qui à chaque fois peuvent être particolores (bien différenciés) ou rouannés (couleurs mélangés).
- Tricolores.

Généralement, bicolores et tricolores sont regroupés sous le vocable « pluricolores ».

### Aptitude
- Chien leveurs de gibier et broussailleurs.

## Cockers spaniel célèbres
- Lady, dans le dessin animé La Belle et le Clochard des studios Disney[5].
- Bill, dans la bande dessinée belge Boule et Bill de Jean Roba[6].
- Bambou, dans le film du même nom de Didier Bourdon[7].
- Youpi, dans les albums Caroline de Pierre Probst[8].